# Linaje Sakya Trizin
El linaje de la Tradición Sakya Trizines la línea sucesoria ininterrumpida de antepasados y descendientes de Sakya Trizin, título que se le otorga a la cabeza del linaje Sakya.La Tradición Sakya es uno de los linajes budistas más antiguos surgido en Tíbet. Sus enseñanzas provienen del mismo Buddha (s. VI a.c.) y, de manera interrumpida, han pasado de generación en generación hasta la actualidad.
En el Tíbet, la tradición se estableció formalmente en el año 1073 de nuestra era, a través de la fundación de un monasterio en la región de Sakya por Khön Konchok Gyalpo (1034-1102).
Khön Könchok Gyalpo estudió junto a Drokmi Lotsāwa Śākya Yeshe (c.992-1072), quien le transmitió el ciclo de enseñanas sobre el «Lamdré» y la deidad Jevajra, pasando a considerarse esta una de las enseñanzas cardinales a lo largo de los siglos en la Tradición Sakya.
Históricamente, el relato fundacional de los Khön sostiene que son descendientes de los llamados «Dioses de luz clara» (Tib. «'od gsal»), seres celestiales provenientes del Rupadhatu, el Reino de la Forma o Luz Clara. De esta línea ancestral proviene Khon Konchog Gyalpo, el fundador de primer monasterio en Sakya en 1073.
Contemporáneamente, el 41º Sakya Trizin, cuyo mandato duró más de cincuenta años, fue el Sakya Trizin con el mandato más extenso.
Actualmente, Sakya Trizin es S.S. Gyana Vajra, oficialmente conocido como Kyabgon Gongma Trizin Rinpoche, 43.º Sakya Trizin Gyana Vajra Rinpoche.

## Lista
|      | Retrato | Nombre                                                            | Año de nacimiento y muerte | Periodo de mandato  | Nombre tibetano transliteración Wylie |
| ---- | ------- | ----------------------------------------------------------------- | -------------------------- | ------------------- | --- |
| 1.º  |         | Khön Könchok Gyalpo                                               | 1034–1102                  | 1073–1102           | en tibetano: འཁོན་དཀོན་མཆོག་རྒྱལ་པོ།, wylie: khon dkon mchog rgyal po                                                                                      |
| 2.º  |         | Rinchen Drag                                                      | 1040–1111                  | 1103–1110           | en tibetano: བ་རི་ལོ་ཙ་བ་རིན་ཆེན་གྲགས།, wylie: ba ri lo tsa ba rin chen grags                                                                             |
| 3.º  |         | Sachen Kunga Nyingpo                                              | 1092–1158                  | 1111–1158           | en tibetano: ས་ཆེན་ཀུན་དགའ་སྙིང་པོ།, wylie: sa chen kun dga’ snying po                                                                                    |
| 4.º  |         | Sonam Tsemo                                                       | 1142–1182                  | 1159–1171           | en tibetano: བསོད་ནམས་རྩེ་མོ།, wylie: bsod nams rtse mo                                                                                                  |
| 5.º  |         | Dragpa Gyaltsen                                                   | 1147–1216                  | 1172–1215           | en tibetano: རྗེ་བཙུན་རིན་པོ་ཆེ།, wylie: grags pa rgyal mtshan                                                                                             |
| 6.º  |         | Sakya Pandita                                                     | 1182–1251                  | 1216–1243           | en tibetano: ས་སྐྱ་པཎྜི་ཏ་ཀུན་དགའ་རྒྱལ་མཚན།, wylie: sa skya pandi ta kun dga’ rgyal mtshan                                                                  |
| 6a.º |         | regente de Sakya Pandita                                          |                            | 1243–1264           | en tibetano: ས་སྐྱ་པཎྜི་ཏ་ཀུན་དགའ་རྒྱལ་མཚན།, wylie: sa skya pandi ta kun dga’ rgyal mtshan                                                                  |
| 7.º  |         | Drogön Chögyal Phagpa                                             | 1235–1280                  | 1265–1266 1276–1280 | en tibetano: ཆོས་རྒྱལ་འཕགས་པ་བློ་གྲོས་རྒྱལ་མཚན།, wylie: chos rgyal 'phags pa blo gros rgyal mtshan                                                            |
| 8.º  |         | Rinchen Gyaltsen                                                  | 1238–1279                  | 1267–1275           | en tibetano: རིན་ཆེན་རྒྱལ་མཚན།, wylie: rin chen rgyal mtshan                                                                                             |
| 7a.º |         | Drogön Chögyal Phagpa (segundo periodo)                           | 1235–1280                  | 1276–1280           | en tibetano: ཆོས་རྒྱལ་འཕགས་པ་བློ་གྲོས་རྒྱལ་མཚན།, wylie: chos rgyal 'phags pa blo gros rgyal mtshan                                                            |
| 9.º  |         | Dharmapala Rakshita                                               | 1268–1287                  | 1281–1287           | en tibetano: དྷརྨ་པཱ་ལ་རཀཥི་ཏ།, wylie: d+harma pA la rakaShi ta                                                                                          |
| 10.º |         | Jamyang Rinchen Gyaltsen                                          | 1258–1306                  | 1288–1297           | en tibetano: ཤར་པ་འཇམ་དབྱངས་རིན་ཆེན་རྒྱལ་མཚན།, wylie: shar pa 'jam dbyangs rin chen rgyal mtshan                                                          |
| 11.º |         | Sangpo Pal                                                        | 1262–1324                  | 1298–1324           | en tibetano: བཟང་པོ་དཔལ།, wylie: bzang po dpal |
| 12.º |         | Namkha Legpa Gyaltsen                                             | 1305–1343                  | ca. 1324–1342       | en tibetano: ནམ་མཁའ་ལེགས་པའི་རྒྱལ་མཚན།, wylie: nam mkha' legs pa'i rgyal mtshan                                                                          |
| 13.º |         | Jamyang Donyö Gyaltsen                                            | 1310–1344                  | ca. 1342-1344       | en tibetano: འཇམ་དབྱངས་དོན་ཡོད་རྒྱལ་མཚན།, wylie: 'jam dbyangs don yod rgyal mtshan                                                                        |
| 14.º |         | Lama Dampa Sönam Gyaltsen                                         | 1312–1375                  | 1344–1347           | en tibetano: བླ་མ་དམ་པ་བསོད་ནམས་རྒྱལ་མཚན།, wylie: bla ma dam pa bsod nams rgyal mtshan                                                                   |
| 15.º |         | Tawen Lodrö Gyaltsen                                              | 1332–1364                  | 1347–1364           | en tibetano: ཏ་དབེན་བློ་གྲོས་རྒྱལ་མཚན།, wylie: ta dben blo gros rgyal mtshan                                                                                |
| 16.º |         | Tawen Kunga Rinchen                                               | 1339–1399                  | ca. 1364-1399       | en tibetano: ཏ་དབེན་ཀུན་དགའ་རིན་ཆེན།, wylie: ta dben kun dga' rin chen                                                                                   |
| 17.º |         | Lopön Chenpo Gushri Lodrö Gyaltsen                                | 1366–1420                  | 1399–1420           | wylie: slob dpon chen po gu shri blo gros rgyal mtshan                                                                                               |
| 18.º |         | Jamyang Namkha Gyaltsen                                           | 1398–1472                  | 1421–1441           | wylie: 'jam dbyangs nam mkha' rgyal mtshan |
| 19.º |         | Kunga Wangchuk                                                    | 1418–1462                  | 1442–1462           | wylie: kun dga' dbang phyug |
| 20.º |         | Gyagar Sherab Gyaltsen                                            | 1436–1494                  | 1463–1472           | wylie: rgya gar ba shes rab rgyal mtshan |
| 21.º |         | Dagchen Lodrö Gyaltsen                                            | 1444–1495                  | 1473–1495           | wylie: bdag chen blo gros rgyal mtshan |
| 22.º |         | Kunga Sönam                                                       | 1485–1533                  | 1496–1533           | wylie: sa skya lo tsa ba kun dga' bsod nams |
| 23.º |         | Ngagchang Kunga Rinchen                                           | 1517–1584                  | 1534–1584           | wylie: sngags 'chang kun 'dga rin chen |
| 24.º |         | Jamyang Sönam Sangpo                                              | 1519–1621                  | 1584–1589           | wylie: 'jam dbyangs bsod nams bzang po |
| 25.º |         | Dragpa Lodrö                                                      | 1563–1617                  | 1589–1617           | wylie: grags pa blo gros |
| 26.º |         | Ngawang Kunga Wangyal                                             | 1592–1620                  | 1618–1620           | wylie: ngag dbang kun dga' dbang rgyal |
| 27.º |         | Ngawang Kunga Sönam                                               | 1597–1659                  | 1620–1659           | wylie: ngag dbang kun dga' bsod nams |
| 28.º |         | Ngawang Sönam Wangchuk                                            | 1638–1685                  | 1659–1685           | wylie: ngag dbang bsod nams dbang phyug |
| 29.º |         | Ngawang Kunga Tashi                                               | 1656–1711                  | 1685–1711           | wylie: ngag dbang kun dga' bkra shis |
| 30.º |         | Sönam Rinchen                                                     | 1705–1741                  | 1711–1741           | wylie: bsod nams rin chen |
| 31.º |         | Kunga Lodrö                                                       | 1729–1783                  | 1741–1783           | wylie: kun dga' blo gros |
| 32.º |         | Wangdu Nyingpo                                                    | 1763–1809                  | 1783–1806           | wylie: dbang sdud snying po |
| 33.º |         | Pema Dudul Wangchuk                                               | 1792–1853                  | 1806–1843           | wylie: pad ma bdud 'dul dbang phyug |
| 34.º |         | Dorje Rinchen                                                     | 1819–1867                  | 1843–1845           | wylie: rdo rje rin chen |
| 35.º |         | Tashi Rinchen                                                     | 1824–1865                  | 1846–1865           | wylie: bkra shis rin chen |
| 36.º |         | Kunga Sönam                                                       | 1842–1882                  | 1866–1882           | wylie: kun dga' bsod nams |
| 37.º |         | Kunga Nyingpo                                                     | 1850–1899                  | 1883–1899           | wylie: kun dga' snying po |
| 38.º |         | Dzamling Chegu Wangdu                                             | 1855–1919                  | 1901–1915           | wylie: 'dzam gling che rgu dbang 'dud |
| 39.º |         | Dragshul Trinle Rinchen                                           | 1871–1936                  | 1915–1936           | en tibetano: དྲག་ཤུལ་འཕྲིན་ལས་རིན་ཆེན།, wylie: drag shul 'phrin las rin chen, ZWPY: Chagxü Chinlä Rinqên                                                   |
| 40.º |         | Ngawang Thutob Wangdrag                                           | 1900–1950                  | 1937–1950           | en tibetano: ངག་དབང་མཐུ་སྟོབས་དབང་དྲག, wylie: ngag dbang mthu stobs dbang drag                                                                           |
| 41.º |         | Ngawang Kunga (Kyabgon Gongma Trichen Rinpoche)                   | 1945–                      | 1951–2017           | en tibetano: ངག་དབང་ཀུན་དགའ་ཐེག་ཆེན་དཔལ་འབར་འཕྲིན་ལས་བསམ་འཕེལ་དབང་གྱི་རྒྱལ་པོ།, wylie: ngag dbang kun dga' theg chen dpal 'bar trin lé sam pel wang gyi gyel po |
| 42.º |         | Ratna Vajra (Khöndung Ratna Vajra Sakya Rinpoche)                 | 1974–                      | 2017–2022           | en tibetano: ངག་དབང་ཀུན་དགའ་བློ་གྲོས་དབང་ཕྱུག་རིན་ཆེན་འཇིགས་མེད་འཕྲིན་ལས།, wylie: nNgag dBang Kun dGa' Blo Gros Rin Chen 'Jigs Med 'Phrin Las                     |
| 43.º |         | Gyana Vajra (Khondung Gyana Vajra Rinpoche) - Actual Sakya Trizin | 1979–                      | 2022–presente       | en tibetano: ཀུན་དགའ་རིན་ཆེན་མཁྱེན་བརྩེ་རྡོ་རྗེ།, wylie: Kun dGa' Rin Chen mKhyen brTse rDo rJe                                                                 |